# Luce

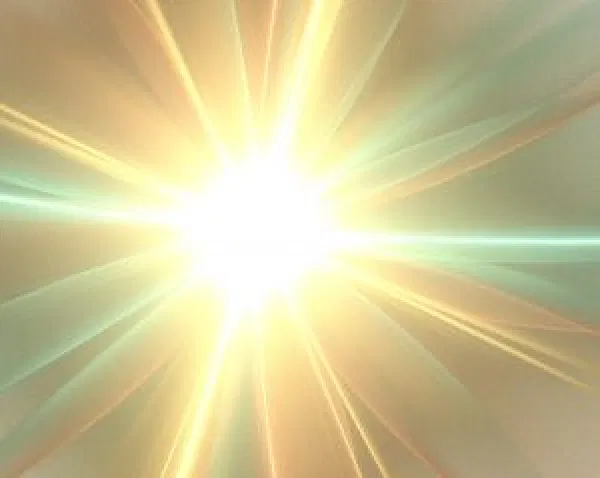
Radiazione di luce

Col termine luce (dal latino lūx lūcis, ant *louk-s, affine al sanscr. roká-, armeno loys, gotico liuhath, ted. Licht, e all’agg. gr. λευκός «brillante, bianco») s'intende la porzione dello spettro elettromagnetico  che risulta visibile dall'occhio umano. Tale intervallo, definito spettro visibile, è compreso tra le lunghezze d'onda di circa 700 e 400 nanometri (tra le frequenze di circa 428 e 750 THz), corrispondenti rispettivamente alla luce rossa e violetta. Questi limiti, pur simili, non sono uguali per tutte le persone. Le regioni dello spettro adiacenti prendono il nome rispettivamente di radiazione infrarossa e ultravioletta.
La presenza contemporanea di tutte le radiazioni della luce, in quantità proporzionali a quelle della luce solare, forma la cosiddetta luce bianca (benché la luce solare appaia tendenzialmente giallognola). Come tutte le onde elettromagnetiche, nell'elettromagnetismo classico la luce è descritta come un'onda, mentre nella fisica moderna, in seguito all'avvento della meccanica quantistica, possiede anche proprietà tipiche delle particelle, risultando composta da unità fondamentali (quanti) chiamate fotoni. La velocità delle onde elettromagnetiche nel vuoto è definita per ragioni storiche come velocità della luce. 
La luce interagisce in varia misura con la materia. I fenomeni che più comunemente influenzano o impediscono la trasmissione della luce attraverso la materia sono: l'assorbimento, la diffusione (scattering), la riflessione speculare o diffusa, la rifrazione e la diffrazione. La riflessione diffusa da parte delle superfici, da sola o combinata con l'assorbimento, è il principale meccanismo attraverso il quale gli oggetti illuminati si rivelano ai nostri occhi, mentre la diffusione da parte dell'atmosfera è responsabile del colore del cielo. Nel marzo 2024 sono stati scoperti il disolfuro di renio e il diseleniuro di renio, entrambi in grado di controllare l'interazione tra luce e materia.

## Storia
Riflessioni sul fenomeno della luce ricorrono spesso nella storia della filosofia, nel corso della quale essa è stata intesa sia come metafora della luce spirituale metafisica, che rende possibile la conoscenza e la rivelazione attraverso l'illuminazione, sia come componente strutturale di ogni realtà anche fisica, che emanando da Dio dà luogo ai vari livelli dell'essere, dalla natura senziente e pensante fino a quello materiale.
Anche nell'arte la luce è stata spesso utilizzata per i suoi effetti ottici e simbolici, ad esempio nella decorazione dei rosoni degli edifici religiosi, quale allegoria dell'irradiazione divina.

### Teoria corpuscolare[13][14][15]
Formulata da Isaac Newton nel XVII secolo, la luce veniva vista come composta da piccole particelle di materia (corpuscoli) emesse in tutte le direzioni. Oltre che essere matematicamente molto più semplice della teoria ondulatoria, questa teoria spiegava molto facilmente alcune caratteristiche della propagazione della luce che erano ben note all'epoca di Newton.

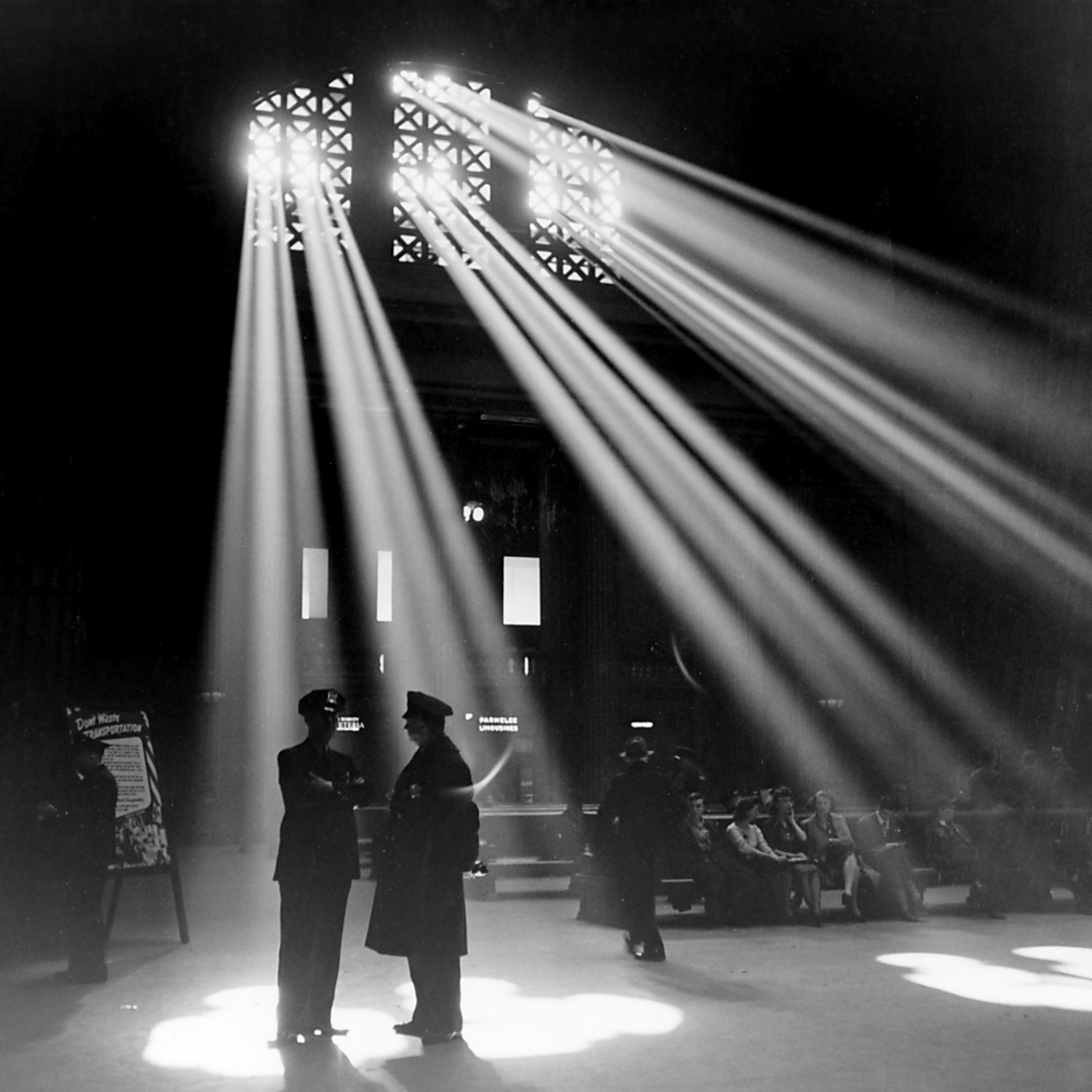
Fasci di luce solare che filtrano da una finestra, evidenziati dal fenomeno della diffusione

Innanzitutto la meccanica galileiana prevede, correttamente, che le particelle (inclusi i corpuscoli di luce) si propaghino in linea retta, e il fatto che questi fossero previsti essere molto leggeri era coerente con una velocità della luce alta ma non infinita. Anche il fenomeno della riflessione poteva essere spiegato in maniera semplice tramite l'urto elastico della particella di luce sulla superficie riflettente.
La spiegazione della rifrazione era leggermente più complicata ma tutt'altro che impossibile: bastava infatti pensare che le particelle incidenti sul materiale rifrangente subissero, per opera di questo, delle forze perpendicolari alla superficie che ne aumentassero la velocità, cambiandone la traiettoria e avvicinandola alla direzione normale alla superficie.
I colori dell'arcobaleno venivano spiegati tramite l'introduzione di un gran numero di corpuscoli di luce diversi (uno per ogni colore) e il bianco era pensato come formato da tante di queste particelle. La separazione dei colori per opera, ad esempio, di un prisma poneva qualche problema teorico in più perché le particelle di luce dovrebbero avere proprietà identiche nel vuoto ma diverse all'interno della materia.

### Teoria ondulatoria[15][16][17]

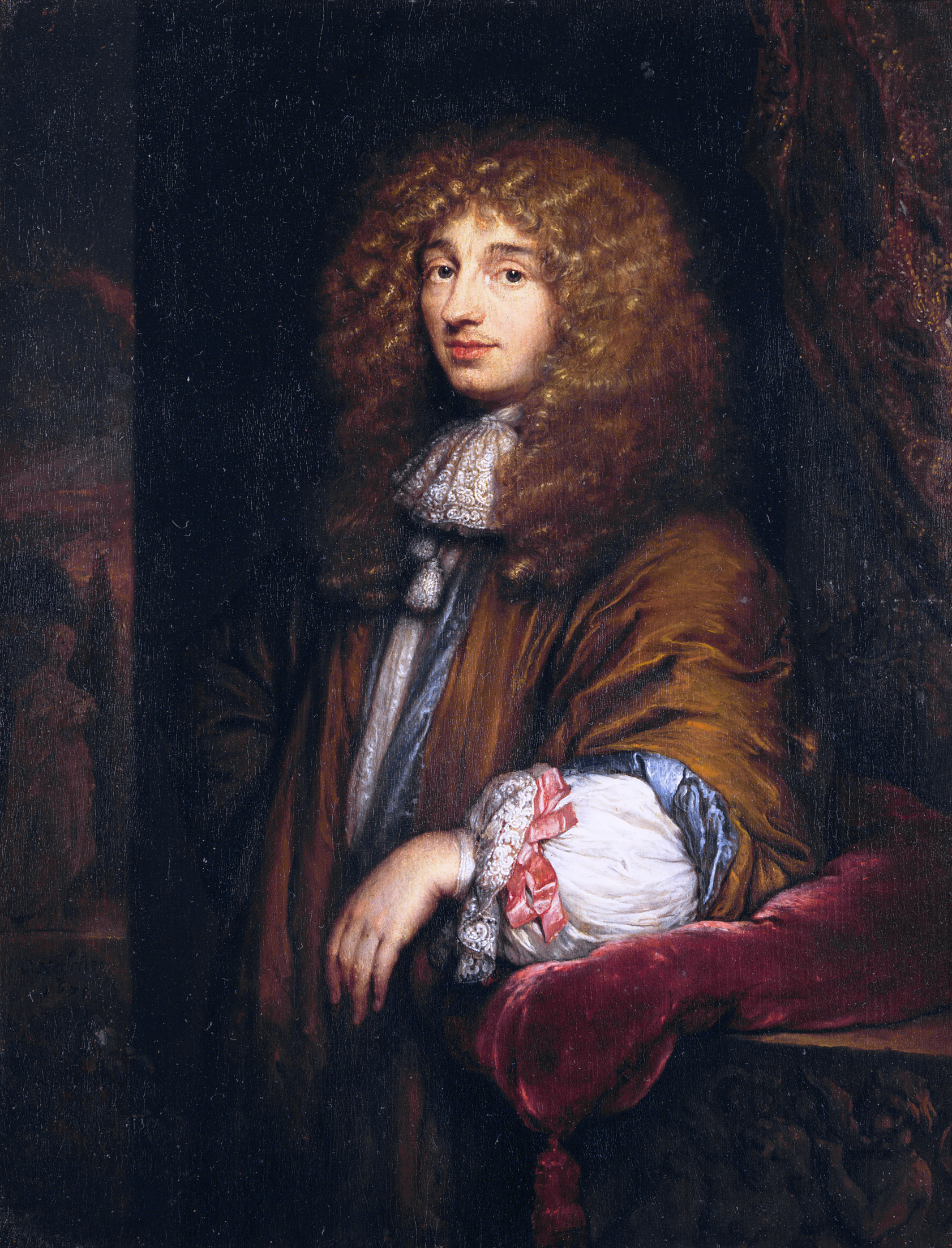
Christiaan Huygens

Formulata da Christiaan Huygens nel 1678, ma pubblicata solo nel 1690 nel Traité de la Lumière, la luce veniva vista come un'onda che si propaga in un mezzo, chiamato etere, in maniera del tutto simile alle onde del mare o a quelle acustiche. Si supponeva che l'etere pervadesse tutto l'universo e fosse formato da microscopiche particelle elastiche. La teoria ondulatoria della luce permetteva di spiegare numerosi fenomeni: oltre alla riflessione e alla rifrazione, Huygens riuscì infatti a spiegare anche il fenomeno della birifrangenza nei cristalli di calcite.
Nel 1801 Thomas Young dimostrò come i fenomeni della diffrazione (osservata per la prima volta da Francesco Maria Grimaldi nel 1665) e dell'interferenza fossero interamente spiegabili dalla teoria ondulatoria e non lo fossero dalla teoria corpuscolare. Agli stessi risultati arrivò Augustin-Jean Fresnel nel 1815. Nel 1814 Joseph von Fraunhofer fu il primo a investigare seriamente sulle righe di assorbimento nello spettro del Sole, che vennero esaurientemente spiegate da Kirchhoff e da Bunsen nel 1859, con l'invenzione dello spettroscopio. Le righe sono ancora oggi chiamate linee di Fraunhofer in suo onore.
Il fatto che le onde siano capaci di aggirare gli ostacoli mentre la luce si propaga in linea retta (questa proprietà era già stata notata da Euclide nel suo Optica) può essere facilmente spiegato assumendo che la luce abbia una lunghezza d'onda microscopica.
Al contrario della teoria corpuscolare, quella ondulatoria prevede che la luce si propaghi più lentamente all'interno di un mezzo che nel vuoto.

### Teoria elettromagnetica classica
Per la grandissima maggioranza delle applicazioni questa teoria è ancora utilizzata al giorno d'oggi. Proposta da James Clerk Maxwell alla fine del XIX secolo, sostiene che le onde luminose sono elettromagnetiche. La luce visibile è solo una piccola parte dello spettro elettromagnetico. Con la formulazione delle equazioni di Maxwell vennero completamente unificati i fenomeni elettrici, magnetici e ottici. Per Maxwell, tuttavia, era ancora necessario un mezzo di diffusione dell'onda elettromagnetica, ossia l'etere. Solo più tardi si negò l'etere e si scoprì che la luce può propagarsi anche nel vuoto.

### Teoria quantistica
Per risolvere alcuni problemi nella trattazione della radiazione emessa da corpo nero, Max Planck ideò nel 1900 un artificio matematico in cui l'energia associata a un'onda elettromagnetica non fosse proporzionale al quadrato della sua ampiezza (come nel caso delle onde elastiche in meccanica classica), bensì inversamente proporzionale alla sua lunghezza d'onda, con una proporzionalità non continua ma discreta.
L'interpretazione successiva che Albert Einstein diede dell'effetto fotoelettrico, indirizzò verso una nuova strada: si cominciò a pensare che quello di Planck non fosse un mero artificio matematico, ma l'espressione di una nuova realtà fisica in cui la radiazione elettromagnetica ha una forma discreta di alcune proprietà, da cui nacque il concetto di pacchetti discreti d'energia dell'onda elettromagnetica, oggi chiamati fotoni.

## La velocità della luce
La luce si propaga a una velocità finita. Anche gli osservatori in movimento misurano sempre lo stesso valore di c, la velocità della luce nel vuoto, dove c = 299 792 458 m/s che viene approssimato in c = 300 000 000 m/s, mentre viaggia nell'acqua a circa 225 407 863 m/s e nel vetro a 185 057 072 m/s.
La velocità della luce è stata misurata molte volte da numerosi fisici. Il primo tentativo di misura venne compiuto da Galileo Galilei con l'ausilio di lampade oscurabili, ma la rudimentalità dei mezzi disponibili non permise di ottenere alcun valore. La migliore tra le prime misurazioni venne eseguita da Ole Rømer (un astronomo danese), nel 1675. Egli sviluppò un metodo di misurazione, osservando Giove e una delle sue lune con un telescopio. Grazie al fatto che la luna veniva eclissata da Giove a intervalli regolari, calcolò il periodo di rivoluzione della luna in 42,5 ore, quando la Terra era vicina a Giove. Il fatto che il periodo di rivoluzione si allungasse quando la distanza tra Giove e Terra aumentava, poteva essere spiegato assumendo che la luce impiegava più tempo a coprire la distanza Giove-Terra, ipotizzando quindi, una velocità finita per essa. La velocità della luce venne calcolata analizzando la distanza tra i due pianeti in tempi differenti. Rømer calcolò una velocità di 227 326 km/s.
Albert A. Michelson migliorò il lavoro di Rømer nel 1926. Usando uno specchio rotante, misurò il tempo impiegato dalla luce per percorrere il viaggio di andata e ritorno dal monte Wilson al monte Sant'Antonio in California. La misura precisa portò a una velocità di 299 702 km/s.
Questo esperimento in realtà misurò la velocità della luce nell'aria. Infatti, quando la luce passa attraverso una sostanza trasparente, come l'aria, l'acqua o il vetro, la sua velocità c si riduce a v = c/n (dove n è il valore dell'indice di rifrazione del mezzo) ed è sottoposta a rifrazione. In altre parole, n = 1 nel vuoto e n > 1 nella materia. L'indice di rifrazione dell'aria di fatto è molto vicino a 1, e in effetti la misura di Michelson è un'ottima approssimazione di c.

## Ottica
L'ottica è lo studio della luce e dell'interazione tra la luce e materia.
L'osservazione e lo studio dei fenomeni ottici, offre molti indizi sulla natura stessa della luce; tra i primi si ricordano gli esperimenti di rifrazione della luce con prisma, eseguiti da Newton tra il 1665 e il 1666. Le conclusioni di Newton, secondo cui la luce era un fenomeno composto, furono contestate ai primi dell'Ottocento da Goethe, il quale nella sua Teoria dei colori osservò che non è la luce a scaturire dai colori, bensì il contrario: la luce è per Goethe un fenomeno «primario», di natura quasi spirituale, che interagendo con l'oscurità, genera la varietà dei colori, per effetto del suo maggiore o minore offuscamento.

## Colori e lunghezze d'onda

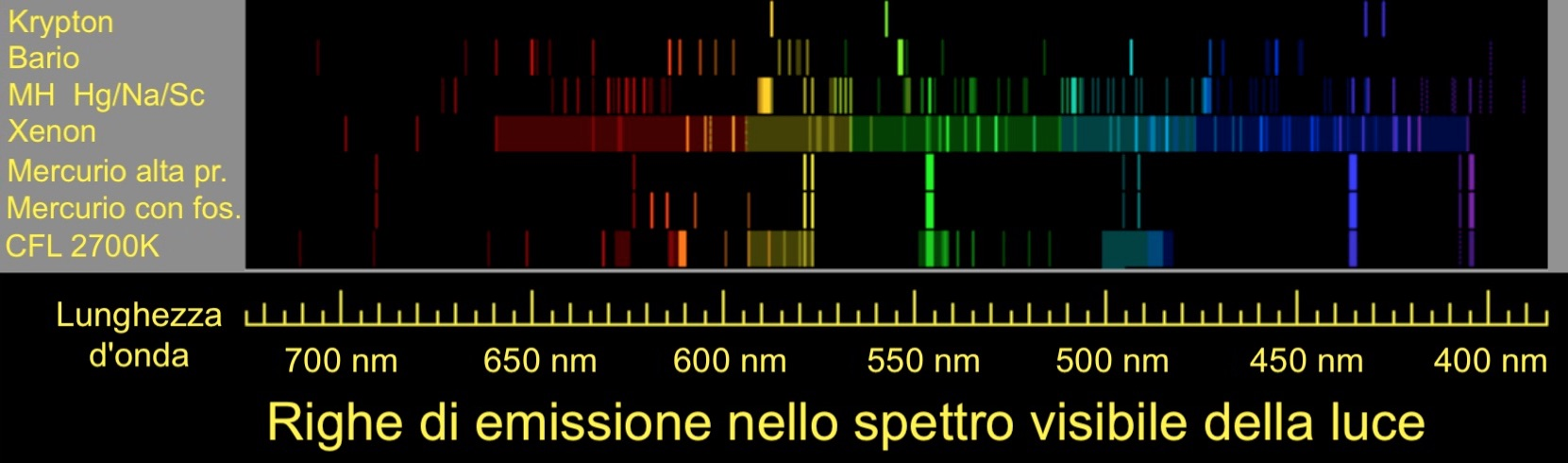
Emissione luminosa di alcuni gas

Le diverse lunghezze d'onda (tra 700 e 400 nm) di emissione della luce, vengono all'incirca interpretate dal cervello come colori diversi e con varie sfumature, che vanno dalle frequenze più basse del rosso (le onde più lunghe) alle frequenze più alte del violetto (le onde più corte). Nel luogo comune, i sette colori dell'arcobaleno rappresentano lo spettro completo dei colori visibili. Tuttavia, manca una relazione biunivoca tra i colori che noi percepiamo e le lunghezze d'onda della radiazione luminosa: se a ogni frequenza o lunghezza d'onda è associabile un colore, non a tutti i colori possiamo associare una frequenza o lunghezza d'onda precisa. Quasi tutte le radiazioni luminose, che la vista percepisce dall'ambiente circostante, non sono del tutto pure, ma sono in realtà una sovrapposizione di varie luci con differenti lunghezze d'onda. Quei colori, a cui non sono associate onde specifiche, sono invece generati dal meccanismo di funzione del nostro apparato visivo/percettivo (occhio + cervello). In particolare, i coni, cellule della retina responsabili della visione diurna a colori, si differenziano nei tre tipi, sensibili a tre diverse regioni spettrali della luce: coni L (sensibili alle lunghezze d'onda lunghe - giallo), coni M (sensibili alle lunghezze d'onda medie - verde) e coni S (sensibili alle lunghezze d'onda corte - blu). Quando al nostro occhio arriva luce composta da più onde monocromatiche, appartenenti a regioni diverse dello spettro, il nostro cervello interpreta i segnali provenienti dai tre tipi di sensori come un "nuovo" colore, "somma" di quelli originari. Il che è molto simile al procedimento inverso di quello che si fa con la riproduzione artificiale dei colori, per esempio con il metodo RGB (sistema nato dopo aver capito come funziona l'occhio e la vista).

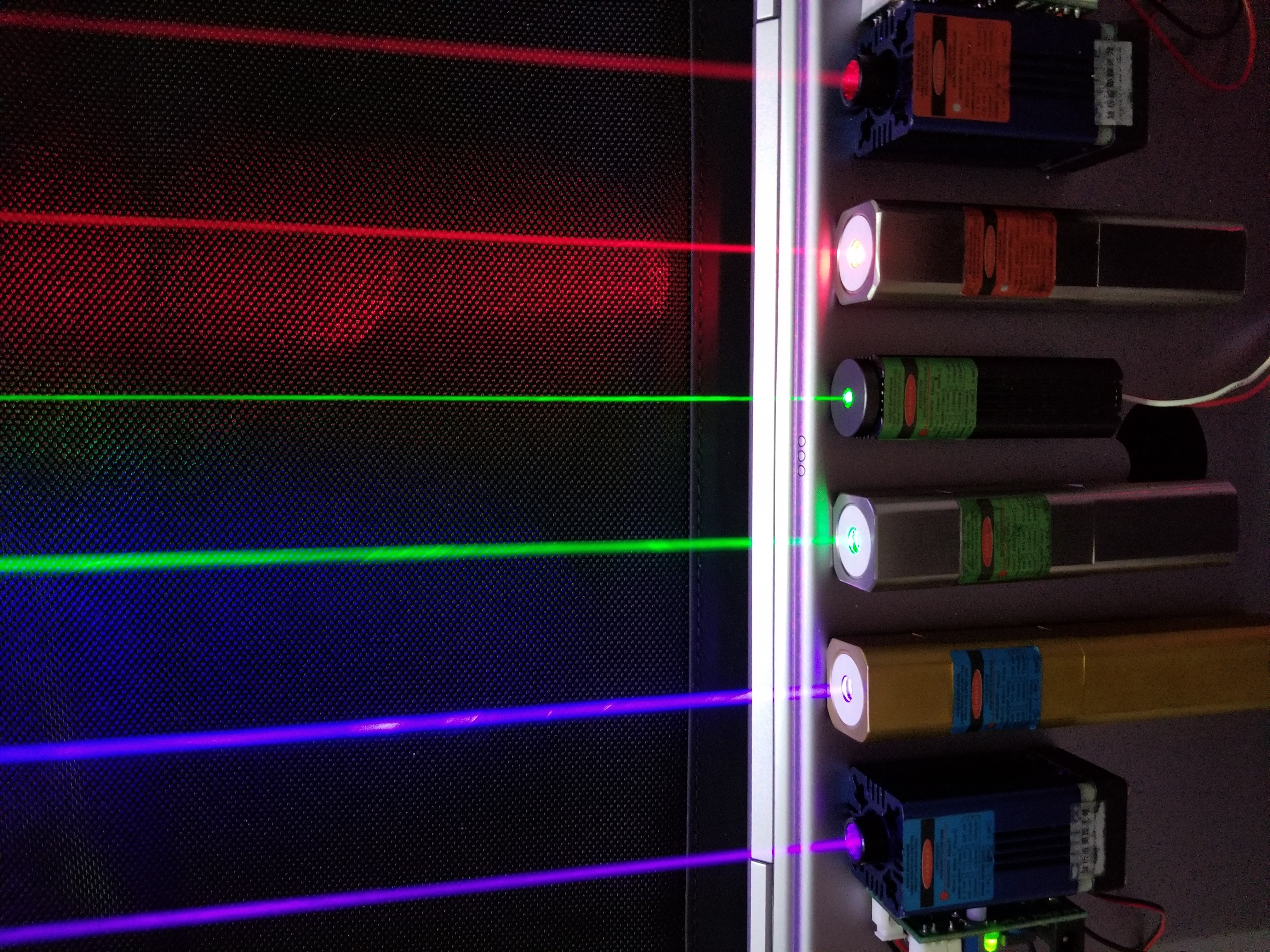
Raggi laser di diverso colore

Tutte le frequenze della luce immediatamente al di fuori dello spettro percettibile dall'occhio umano, vengono chiamate infrarosso (IR), per quelle più basse del limite inferiore (rosso), e ultravioletto (UV), per riferimento alle più alte frequenze del limite superiore (violetto). Anche se noi non possiamo vedere l'infrarosso, esso viene percepito come calore, dai recettori della pelle (quando siamo esposti al Sole, ad esempio). Le particolari telecamere in grado di captare i raggi infrarossi e convertirli in luce visibile, vengono chiamati visori notturni. Alcuni animali riescono a vedere anche gli infrarossi, altri come le api, riescono a vedere anche gli ultravioletti. Gli ultravioletti (soprattutto quelli di tipo B - UV-B) sono i responsabili dell'abbronzatura e delle scottature della pelle, se l'esposizione solare è avvenuta in modo inadeguato, e in genere possono causare anche danni alla retina dell'occhio o modificare il DNA, causando tumori della pelle o altre alterazioni ancora più dannose. Per questi motivi, è sempre consigliato proteggersi con occhiali da sole e creme SPF, evitando il più possibile l'esposizione al Sole nelle ore centrali della giornata. 
Alcune parti dello spettro elettromagnetico sono "fonte di calore", a partire dagli infrarossi ed escludendo una porzione degli ultravioletti e alcune parti minoritarie dei raggi X. 

### Lunghezze d'onda della luce visibile[45]
La luce visibile è una porzione dello spettro elettromagnetico compresa approssimativamente tra i 400 e i 700 nanometri (nm) (nell'aria). Ogni singola radiazione elettromagnetica dello spettro è caratterizzata da una frequenza " f " e relativa lunghezza d'onda "λ".

## Grandezze misurabili
Di seguito sono riportate quantità o unità di misura legate a fenomeni luminosi:
- tonalità (o temperatura)[46]
- luminosità[47]
- illuminamento (unità SI: lux)[48]
- flusso luminoso (unità SI: lumen)[49]
- intensità luminosa (unità SI: candela)[50].

## Sorgenti di luce

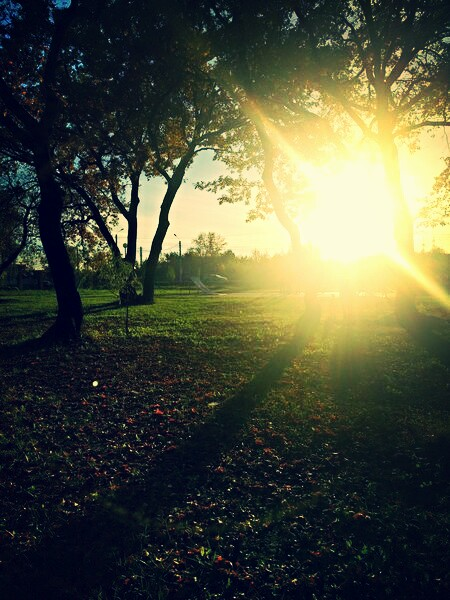
Raggi di luce solare.

La luce può essere prodotta a partire dalle seguenti sorgenti:
- radiazione termica 
  - lampada a incandescenza
  - luce solare e stellare
  - fuoco
  - qualsiasi corpo al di sopra di una certa temperatura (cioè incandescente, ad esempio metallo fuso)
- emissione spettrale atomica (la fonte di emissione può essere stimolata o spontanea)
  - Laser e maser (emissione stimolata)
  - LED (light emitting diode)
  - lampade a scarica di gas (ad esempio insegne al neon e lampade al mercurio)
  - fiamme dei gas
- accelerazione di una particella dotata di carica (solitamente un elettrone)
  - radiazione ciclotronica
  - Bremsstrahlung
  - effetto Čerenkov
  - luce di sincrotrone
- chemioluminescenza
- fluorescenza
- fosforescenza
  - tubo catodico
- bioluminescenza
- sonoluminescenza
- triboluminescenza
- radioattività
- annichilazione particella-antiparticella